# Entomacrodus longicirrus
Entomacrodus longicirrus är en fiskart som beskrevs av Springer, 1967. Entomacrodus longicirrus ingår i släktet Entomacrodus och familjen Blenniidae. Inga underarter finns listade i Catalogue of Life.